# ゼーノートディーンスト
ゼーノートディーンスト（Seenotdienst：海難救助部隊）は、第二次世界大戦中のドイツ空軍内で不時着水した航空機搭乗員を救助するために編成された軍事組織である。1935年から1945年まで運用されたこの組織は初めて編成された水難救助任務を行う組織であった。
ゼーノートディーンストは当初軍隊により運営される民間業務であったが、後に正式にドイツ空軍に編入された。その存続期間中にこの組織は効果的な救難組織となるべく数々の編成上、運用上、技術的な問題を克服した。イギリスとアメリカ合衆国の航空関係指導層はドイツの成果を見ると、ゼーノートディーンストを見習って自国の救難組織を編成した。連合国軍が侵攻してきてドイツ側の活動可能な海域が脅かされるようになると現地のゼーノートディーンスト部隊は解隊され、最後の部隊は1945年3月のバルト海で活動した。

## 1930年代

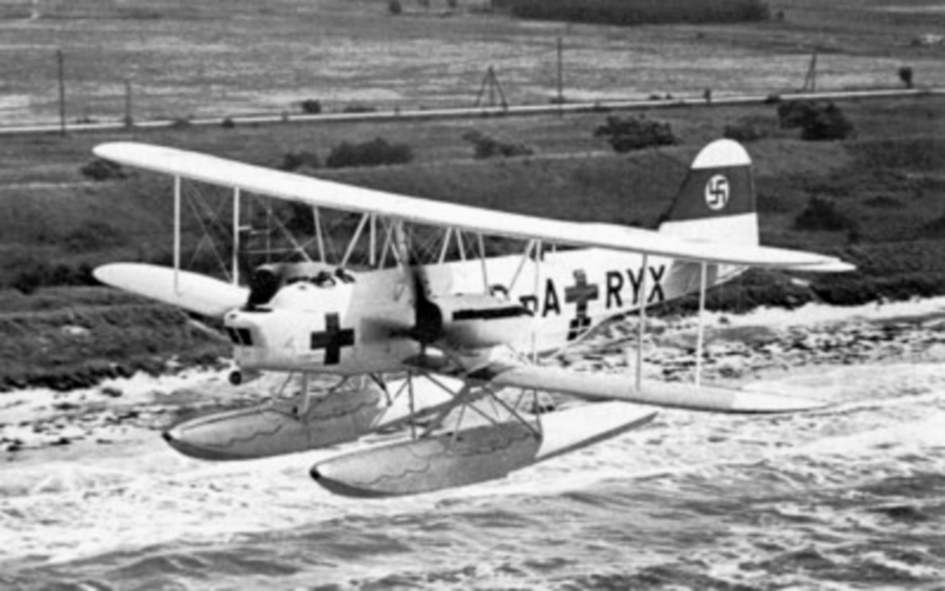
白塗装に赤十字を描かれ、民間機の登録記号を付けて救難活動に使用されるハインケル He 59B-3

1935年にキールの港に駐在していたドイツ空軍の補給将校であったコンラート・ゴルツ（Konrad Goltz）中佐は、北海とバルト海での活動を意図した航空救難組織であるゼーノートディーンストの編成作業を命じられた。ゴルツはドイツ海軍の航空部隊、同様に民間の救命艇協会やドイツ海難救助協会（"Deutsche Gesellschaft zur Rettung Schiffbrüchiger"）との協力を取り付け、キールで編成されたドイツ空軍管轄の船艇群の管理指揮権を持つこととなった。ゴルツはゼーノートディーンストを民間登録された航空機を使用する軍と民間の双方からの人員で構成される民間組織として運営するつもりであった。
イギリスとの戦争の可能性が増してきていた1939年初めにドイツ空軍は、洋上での大規模な救助演習を実施した。捜索任務に使用された陸上基地から発進する爆撃機は航続距離が不十分であることが分かったことから、爆撃機の航空基地は北海とバルト海上で捜索網を張り易いように海岸に沿って設営された。これに続いてドイツ空軍は専用の航空救難水上機を調達することに決め、フロートを備えた双発複葉機のハインケル He 59を選定した。合計で14機の初期の型のHe 59が救急機器、電熱寝袋、人工呼吸器、水面に降りるための伸縮梯子付き床下ハッチ、ホイスト、信号機器、全ての機器を収納する保管庫を取り付ける改修のために送り出された。このHe 59は救命活動の従事していることを表すために白色に塗装された機体に赤十字が描かれた。多種多様な小型水上艇が航空救難部隊の指揮下に集められた。

## 第二次世界大戦
最初の複数人に対する航空救難活動は1939年12月18日に行われた。ヴィルヘルムスハーフェンへの爆撃任務を低い雲と霧に妨げられたイギリス空軍の24機のビッカース ウェリントン中型爆撃機が帰還の途中で士気上がるメッサーシュミット Bf109戦闘機とBf 110重戦闘機のパイロット達に発見され、半数以上のウェリントン機が北海に撃墜された。ヘルヌムに居たドイツのゼーノートディーンスト所属の救命艇がHe 59と協力して20名ほどのイギリス空軍搭乗員を凍るような海から救助した。
1940年にデンマークとノルウェーを占領するためにドイツが侵攻すると、ゼーノートディーンストはこの両国の沿岸に沿って基地を増やしていった。それまで洋上哨戒任務に使用されていた旧式化したドルニエ Do 18を装備する飛行隊が航空救難に割り当てられ、ズリュトの島から運用されていたハインケル機の中の数機はデンマーク北部のオールボーに移された。ノルウェーにはスタヴァンゲルとベルゲンの2カ所に基地が置かれた。たいていの場合、地元の救難協会はゼーノートディーンストに協力した。
1940年の5月と6月にオランダとフランスにドイツが侵攻すると更に多くの救難基地が運用可能となった。オランダではデン・ハーグとスヘリングワウデが救難基地となり、フランスのブローニュとシェルブールに駐留する救難部隊は直ぐにバトル・オブ・ブリテンの期間に実働可能となった。1940年7月にゼーノートディーンストは正式にドイツ空軍に編入され、空軍主計総監のハンス＝ゲオルグ・フォン・ザイデル中将指揮下の第16空軍監査局（Luftwaffeninspektion 16）となったことから、空軍参謀長のハンス・イェションネク航空大将の直接の指揮下からは外れることとなった。
ドイツによるオランダの占領期間中はNorth and South Royal Netherlands Sea Rescue Institution（Noord- en zuid-Hollandsche Redding Maatschappij：NZHRM）と（Zuid-Hollandsche Maatschappij tot Redding van Schipbreukelingen：ZHMRS）に所属するオランダの救難艇はゼーノートディーンストに統合された。高速救難艇は白く塗装されて赤十字が描かれたが、2度に渡り連合国側の航空機から機銃掃射を受けた。民間人の乗組員はドイツ側当局者と良好な関係を保ち、1940年から1945年の間にオランダの救命艇は約1,100名の船舶乗組員と航空機搭乗員を救助した。占領期間末期になり幾つかの地域の救命艇指揮官がナチス体制に反抗して3隻のオランダ救命艇がイギリス海峡を渡り逃走したが、その中の1隻は40名のユダヤ人をイギリスの避難所へ運んだ。

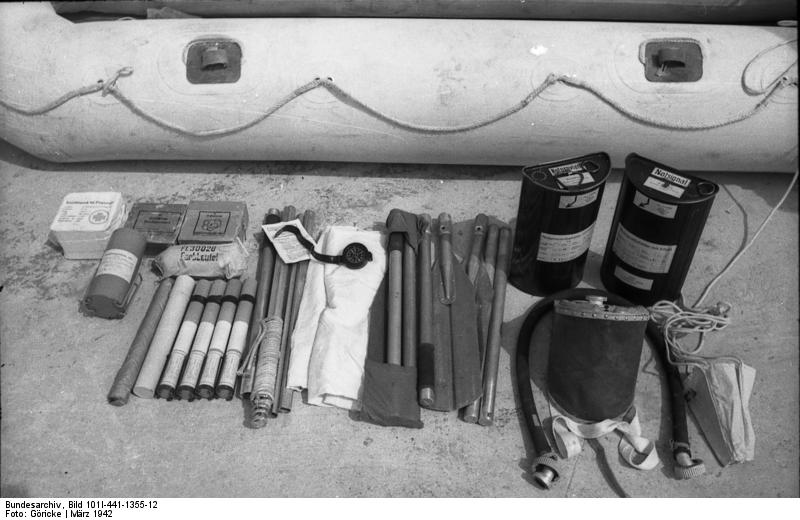
救命浮船の装備品の一例

1940年7月-8月のイギリスに対するバトル・オブ・ブリテンでのドイツ側の甚大な損害に応じてアドルフ・ガーランドはドイツ空軍のパイロットに洋上で問題が発生した場合に機体から脱出してパラシュート降下するよりも不時着水を行うことを勧めた。各機体には搭乗員が長時間冷温の海水に浸かることで発症する低体温症を回避することができるように救命浮船が搭載されており、これにより救助待ちの時間が延長できた。これに比べてスーパーマリン スピットファイアやホーカー ハリケーンといったイギリスの戦闘機には救命浮船は搭載されておらず、頼れるものは寒さを僅かにしのげる程度の救命胴衣のみであった。
1940年7月にイギリスがドイツによるスパイや破壊工作員の航空機からの降下に警戒していたことと当該機が12機のBf 109戦闘機と共に飛行していたことが原因でディール付近で活動中の白色に塗装されたHe 59が撃墜され、搭乗員が捕虜となった。このドイツ機パイロットのログにはイギリス船団の位置と進路が記録されており、イギリス当局はこれが救助活動ではなく軍事偵察に資する活動であると認定した。英航空省は、遭遇した如何なる敵救難機をも撃破すべしという旨の公示1254号を発布した。後にウィンストン・チャーチルは「我々は再び飛来して我が市民に向けて爆弾を投下する可能性のある戦闘中に撃墜された敵パイロットを救助するというこの手段を容認することはできなかった。」（"We did not recognise this means of rescuing enemy pilots who had been shot down in action, in order that they might come and bomb our civil population again."）と記している。ドイツ側は、救難機が野戦救急車や病院船のような「移動衛生部隊」に対して交戦国は互いに尊重しあわねばならないと取り決めているジュネーヴ条約の一環であるとしてこの命令に対して抗議した。チャーチルは救難機がこの条約の想定外であり、該当しないとして異議を唱えた。イギリス側のHe 59機への攻撃が増加するとゼーノートディーンストは救難機を武装すると共に運用地域に応じたカモフラージュ塗装を施すように命じ、民間機の登録記号と赤十字のマーキングは放棄された。7月20日にゼーノートディーンスト所属の銃手が攻撃してきた英第43飛行隊のハリケーン戦闘機を撃墜した。救難飛行には可能な限り戦闘機の護衛がつけられることになった。

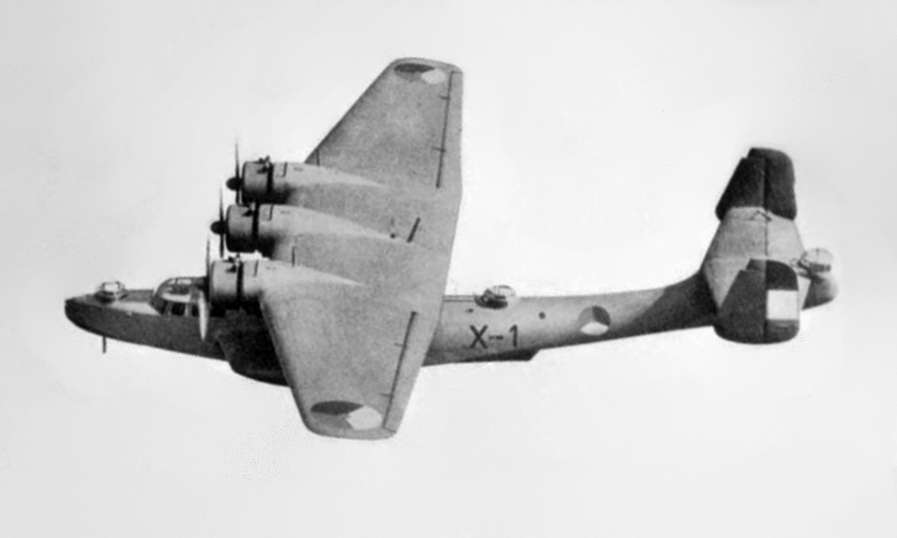
オランダで鹵獲された数機のドルニエ Do 24に救助活動用機器が取り付けられ、新たな機体が追加で発注された。

8月に数機の鹵獲されたフランスとオランダの水上機が救難用に改装されて部隊に配備された。オランダで製造された何機かのドルニエ Do 24 3発飛行艇と8機のフランス製ブレゲー Br.521 ビゼルトにゼーノートディーンスト標準の救難機器が取り付けられた。更にル・アーヴル、ブレスト、サン＝ナゼール、ロワイヤンに基地が設営され、緊急性に応じてより多くの航空機が「臨時」基地のゼーノートディーンスト指揮下に集められた。1941年5月22日に地中海のクレタ島沖で沈みつつある軽巡洋艦グロスターの生存者救助のためにDo 24の飛行隊が呼ばれ、65名のイギリス海軍の兵員を救助した。マルタをめぐる戦いではDo 24機により約1,000回の救助活動が実施されたが、多くの機体が撃墜された。戦艦ローマからのイタリア海軍の兵員救助活動では5機中4機のDo 24Tが撃墜され、最後に残った機体は19名を救助した。

### イギリスとアメリカの反応
大戦の最初の2年間でイギリスは航空救難部隊を組織することはせず、僅か28隻ほどのクラッシュ・ボートが用意されたにすぎず、航空機は1機も提供されなかった。イギリス海峡や北海に不時着水したイギリス側の搭乗員は機体と運命を共にするのが常であった。墜落した搭乗員の運命は主にその上部組織の手に握られていたが、それらができる墜落現場近くのクラッシュ・ボートの助けとなるようなことはほとんどなかった。1941年1月に洋上で危機的状況にある特に航空機搭乗員を救助する目的でイギリス空軍により（Directorate of Air-Sea Rescue）が編成された。救助飛行隊の適切な設置は緩慢で、実践的な航空救難飛行隊で洋上航行の救難艇と航空機が共に行動するようになるには1年以上の期間を要した。1941年2月から8月の間にイギリス海峡や北海に不時着水したイギリスの航空機搭乗員1,200名中444名が救助されたが、その中の78名はゼーノートディーンストに救助されて捕虜となった。この組織はゼーノートディーンストの成功した成果から多くを模倣していた。イギリスの航空＝海洋救助部隊は1942年9月からイギリス海峡と北海でアメリカ陸軍航空軍と協力した救難活動を始めた。アメリカ合衆国から来たオブザーバーはゼーノートディーンストとイギリスの救難部隊の双方から手本を得た。US-UKの混成部隊はイギリス周辺海域から2,000名近くのアメリカの航空機搭乗員を救出した。活動開始から戦争終結までにイギリスの部隊は単独で1万3,629名を救出し、その中の8,000名は航空機搭乗員であった。

### 撤退

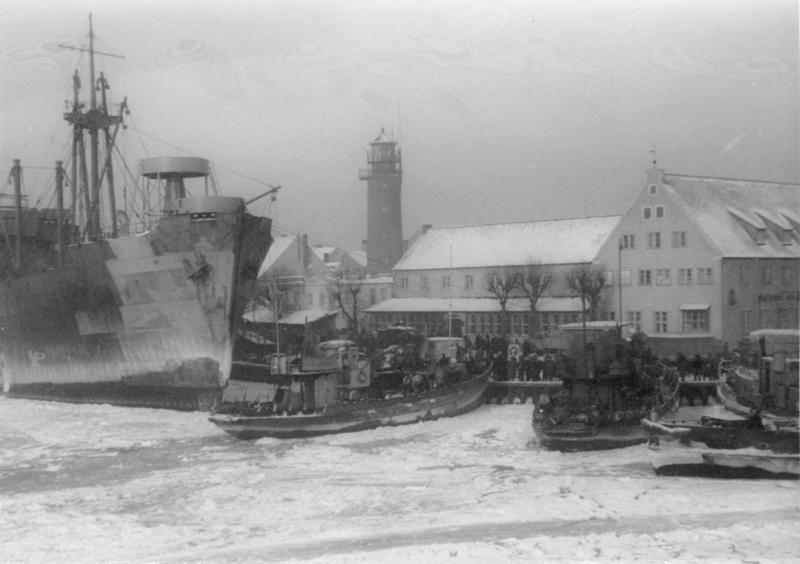
ゼーノートディーンスト所属の船艇と航空機は大戦の最後の4カ月間に多数のドイツ市民の避難を援助した（ピラウ, 1945年1月）

1944年6月のノルマンディー上陸作戦に続き連合国軍が侵攻してくるとドイツ空軍は壊滅させられないように基地を後方へ下げた。連合国軍の行動により担当する活動地域が脅かされたゼーノートディーンストの部隊は解隊されるか安全な地域を担当する他の部隊へ再編成された。例えば1944年7月にブレスト攻撃のために集結していた米第VIII軍団に包囲された第1ゼーノート飛行中隊（Seenotstaffel 1）は、1940年6月以来その地で運用されていたが、ウルタンの南部分遣隊と共にバルト海のピラウへ送られ、そこで8月に第60ゼーノート飛行中隊（Seenotstaffel 60）へと再編された。1944年11月にドイツの上層部は飛行艇の製造資源を他の用途に利用する方が得策であると判断し、ドルニエ社の工場にDo 24機の生産を停止するように命じた。
1機のゼーノートディーンスト所属機が1回の活動で救助した最多の人数はDo 24機による小人99名と大人14名であった。これは1945年3月に始まったコルベルクの戦いでコシャリンに進撃してきた赤軍により脅かされた孤児院からの救出であった。積載量が過大で離昇できなかったために当該機は海面上を跳躍と滑走を行いつつ基地まで帰投した。これと同じ戦いの最中にゼーノートディーンストと共に活動した6隻の船艇は3月17日と18日にコルベルクの埠頭へピストン輸送を行い、2,356名を避難させた。

## 救難機器
バトル・オブ・ブリテンの期間中にゼーノートディーンストがイギリスとドイツ双方の航空機搭乗員間に発見した問題は、少なくない数の救助された航空機搭乗員が凍るような水から引き揚げられた後20から90分程で意識を失い死亡するという「Rettung Kollaps」（救助虚脱）と呼ばれる症状であった。この問題に関する研究は、低体温症を発する程に極度に温度の低い水に人間を浸けるというダッハウ強制収容所での囚人に対して行われた実験といったもので始められた。その後実験対象の人体を電熱寝袋でくるむ、ぬるま湯や熱い湯に浸す、数人の裸の女性と性交させるといった様々な方法で温めて分析した。この実験の過程で大よそ80から100名の囚人が死亡した。
1940年10月にエルンスト・ウーデットの提言で黄色に塗られた「Rettungsbojen」（海難救助ブイ）がドイツ側の手で航空機の不時着水が起こりがちな水域に設置された。この視認性の高いブイは4名分に十分な食料、水、毛布、乾いた衣服といった非常用の備品を備えた浮き式の物であり、対峙する両陣営の窮地に陥った航空機搭乗員を引き寄せた。イギリス側の航空機搭乗員と船舶乗組員はこれをその形状から「ロブスター・ポット」（"Lobster Pots"）と呼んだ。ドイツとイギリスの救命艇は時々このブイを見回り、発見した航空機搭乗員はどちらの側であれ救助したが、敵側の兵員は直ぐに捕虜となった。
ゼーノートディーンストが独自の研究で考案して採用した新しい救助用の装備品は、ドイツ空軍内でも広く活用されるようになった。明緑色のフルオレセイン染料は不時着水した地点を明示するために有効なことが分かり、全てのドイツ軍機がこの染料を携行し始めた。単発機も含め全ての戦闘用航空機向けに小型の救命浮船が開発された。

## 使用機種
- アラド Ar 196[20]
- アラド Ar 199[20]
- ブレゲー Br.521 ビゼルト
- カント Z.506[20]
- ドルニエ Do 18
- ドルニエ Do 24
- フォッケウルフ Fw 58[20]
- フォッケウルフ Fw190[20]
- ハインケル He 59
- ハインケル He 60[20]
- ハインケル He 114[20]
- ハインケル He 115[20]
- ユンカース Ju 52[20]
- ユンカース W 34[21]